# Одинокий волк наносит удар
«Одинокий волк наносит удар» (англ. The Lone Wolf Strikes) — криминальный драматический фильм с элементами комедии режиссёра Сидни Сэлкоу, который вышел на экраны в 1940 году.
Бывший похититель драгоценностей, джентльмен и частный детектив Майкл Лэнъярд по прозвищу Одинокий волк впервые появился в 1914 году в книгах писателя Луиса Джозефа Вэнса (англ.  Louis Joseph Vance). В период с 1917 по 1949 год было выпущено 24 фильма об Одиноком волке. Уоррен Уильям сыграл заглавную роль в девяти из этих фильмов в период 1939—1942 годов. Это второй фильм с Уильямом в роли Одинокого волка.
В этом фильме Майкл Лэнъярд по просьбе своего старого друга Стэнли Янга (Эддисон Ричардс) должен найти и вернуть дорогое жемчужное ожерелье, которое преступники похитили у его делового партнёра Филлипа Джордана, погибшего на следующий день в автокатастрофе. Его дочь и наследница Дилия (Джоан Перри) включается в расследование, создавая для Майкла только дополнительные проблемы. После того, как Майкл сдаёт преступников полиции, а ожерелье возвращает Стэнли, того тоже убивают, а ожерелье снова пропадает. Майкл понимает, что имеет дело с ещё одной бандой убийц и грабителей. Используя хитрость, он вынуждает преступников поверить, что подлинное ожерелье находится у него. Когда бандиты бросаются в погоню за Майклом, он загоняет их в ловушку, где они попадают в руки полиции.
После выхода на экраны фильм был популярен у зрителей и получил благожелательные отзывы критики.

## Сюжет
Молодая привлекательная женщина Бинни Уэлдон (Астрид Эллвин) и управляющий банком Филлип Джордон (Рой Гордон) в гостиной богатого дома Филлипа рассматривают портрет его умершей любимой жены. Когда Бинни обращает внимание на великолепное жемчужное ожерелье на шее женщины, Филлип предлагает показать ей этот жемчуг прямо сейчас. Он выходит из гостиной в свой кабинет, открывает сейф и приносит в футляре это ожерелье, предлагая ей надеть его сегодня вечером, когда они пойдут в ресторан отмечать её день рождения. В знак благодарности Бинни целует Филлипа и называет дорогим. Вечером Филлип и Бинни в приподнятом настроении выходят из дорого ресторана и садятся в такси. В машине Бинни признаётся, что весь вечер переживала по поводу ожерелья, она снимает его и отдаёт Филлипу. Филлип в свою очередь сообщает ей, что если бы не пообещал своей дочери Дилии это ожерелье в качестве свадебного подарка, он бы отдал его Бинни. Между тем, по его словам, в ближайшее время дочь не собирается замуж, у неё даже нет жениха. Дилия только что приплыла на корабле из-за границы и в ближайшие дни наместит отца. Филлип хочет познакомить их и уверен, что они друг другу понравятся. Банкир провожает Бинни до дверей её квартиры, говоря, что их дружба очень многое для него значит. Он счастлив и благодарен ей. Они целуются, и Филлип уходит. Зайдя в квартиру, Бинни проходит в кабинет, где её ожидает молодой мужчина Джим Райдер (Алан Бакстер). Она рассказывает, что всё прошло очень просто — она подменила ожерелье, и Филлип не заметил разницы. Она отдаёт ожерелье Джиму, говоря, что счастлива, что всё закончено, так как «не смогла бы вынести этого старого дурака ещё один день». Бинни рассказывает, что фальшивое ожерелье теперь отправится в сейф до свадьбы его дочери, а это, по словам Филлипа, будет совсем не скоро. К этому времени, как говорит Джим, они уже получат свои деньги. Сегодня вечером он свяжется по телеграфу с торговцем драгоценностями по имени Горлик, который в Амстердаме уже ждёт от него новостей. Бинни и Джим целуются.
Дома Филлип открывает сейф и собирается убрать туда ожерелье. Однако когда он вынимает ожерелье из нагрудного кармана, замочек к его удивлению зацепляется за лацкан пиджака. На следующий день в ювелирном магазине Филлип просит поправить замочек ожерелья, после чего отправляется на работу в банк. Вскоре ювелир приезжает к офис к Филлипу, сообщая, что жемчуг фальшивый. Взглянув на ожерелье, Филлип просит у ювелира извинения за ошибку и говорит, что со всем разберётся сам. После его ухода Филлип приглашает в свой кабинет своего партнёра Стэнли Янга (Эддисон Ричардс), рассказывая про то, что случилось сегодня утром. Стэнли говорит, что в данном случае есть только одно решение — связаться с полицией, но Филипп не хочет этого делать. Он понимает, что это Бинни взяла ожерелье, хотя и не может это доказать. Кроме того, он не хочет омрачать приезд Дилии такими неприятными новостями, которые наверняка попадут в прессу. Филлип решает дать Бинни шанс вернуть ожерелье и звонит ей по телефону. Она в присутствии Джима отвечает, что это какая-то ужасная ошибка. Филлип в свою очередь говорит, что здесь нечего обсуждать и полдень он заедет к ней, чтобы забрать ожерелье. На следующий день газеты выходят с заголовками, гласящими, что известный банкир Филлип Джордан погиб в автокатастрофе.
Бывший похититель драгоценностей, а ныне джентльмен и детектив-любитель Майкл Лэнъярд (Уоррен Уильям), известный как Одинокий волк, вместе со своим помощником и слугой Джеймисоном (Эрик Блор) занимается своим новым хобби — разведением аквариумных рыбок, заставив всю квартиру аквариумами. Джеймисону это не нравится, и он мечтательно вспоминает о былых захватывающих временах. В гости к Майклу приходит его старый друг Стэнли Янг, сообщая, что у него важное дело на 100 тысяч долларов. Стэнли показывает Майклу поддельное жемчужное ожерелье и просит его подменить на настоящее, которое находится у Бинни Уэлдон. Когда Майкл отказывается, Стэнли поясняет, что речь идёт не просто о жемчугах, а о его партнёре Филлипе Джордане. На прошлой неделе он погиб в автоаварии, но Стэнли убеждён, что это не несчастный случай, а убийство. И его смерть связана с кражей этого ожерелья. Напомнив Майклу, что однажды он спас его в сложной ситуации, Стэнли добивается от Одинокого волка согласия заняться этим делом.
Вскоре Стэнли приезжает к Майклу вместе с дочерью Филлипа, Дилией Джордан (Джоан Перри). Молодой мужчина Ральф Болтон (Роберт Уилкокс), с которым неделю назад Дилия познакомилась на корабле, предостерегает её от доверительных отношений с Майклом, учитывая его прошлое, однако Дилия намерена встретиться с ним. В гостиной у Майкла Дилия сообщает ему, а также присутствующим Стэнли и Джеймисону, что её отец лишь едва упомянул о мисс Уелдон в своём последнем письме, а сами жемчуга она не видела многие годы. Дилия предлагает Майклу нанять 5-6 надёжных детективов, чтобы постоянно следить за Бинни. Она хочет, чтобы всё прошло без широкой огласки. Она также сообщает, что дома у неё есть хорошая фотография ожерелья, которую она предлагает скопировать и распространить среди всех потенциальных покупателей. Понимая, что Дилия только отнимает у Майкла время, Стэнли предлагает дать возможность Майклу самому подумать и выработать план расследования. Несмотря на её предложение работать вместе, Майкл деликатно даёт понять, что будет лучше, если он будет работать в одиночку.
В тот же день Ральф приходит к бандитам, которые его финансировали, сообщая, что им придётся иметь дело с Одиноким волком. Главарь банды Альбертс (Харланд Такер), который нанял Ральфа выследить жемчуг через Дилию, говорит, что с Майклом надо не бороться, а сделать так, чтобы он был на их стороне и помог им добыть ожерелье. Альбертс поручает Ральфу быть как можно ближе к Дилии и держать банду в курсе обо всех шагах Майкла. А когда Майкл вернёт жемчуга, они появятся и заберут их.
Ночью Майкл проникает в квартиру Бинни, намеренно бросая на пол вазу с цветами. Проснувшись от шума внизу, Бинни спускается в гостиную и включает свет. Не заметив спрятавшегося Майкла, он звонит Джиму, сообщая, что кто-то, лица которого она не видела, пробрался в её дом. Напуганная Бинни с тревогой спрашивает, когда всё закончится, на что Джим отвечает, что Горлик приедет в среду, и на этот же день они запланируют вечеринку по поводу сделки. Подслушав этот разговор, Майкл возвращается домой. Дома его ожидает Дилия, которая спрашивает, достал ли он ожерелье, на что Майкл отвечает, что ожерелье он не забрал, потому что его у Бинни нет. Он объясняет, что в данный момент ожерелье находится у её друга Джима. Они ожидают прибытия из Европы известного скупщика краденного по имени Горлик, которому собираются продать ожерелье. Майкл считает, что надо подождать прибытия Горлика и выпроваживает Дилию домой. Дома Дилию встречает Ральф, которому она рассказывает, что Майкл выяснил, что Бинни совместно с неким Джимом действительно украла ожерелье, и они планируют продать его скупщику по имени Горлик.
Утром в порт прибывает корабль «Санта-Роза» из Амстердама, за которым наблюдает Майкл. В газетах сообщатся, что на корабле прибыл известный европейский торговец драгоценностями Эмиль Горлик (Монтегю Лав), который на неопределённое время остановился в гостинице «Мэдисон». Вернувшись домой, Майкл застаёт там Дилию, которую не видел уже пару дней. Пока Майкл переодевается, Дилия спрашивает, что на счёт вечеринки, которую Джим и Бинни сегодня дают в честь Горлика. Майкл шутливо уговаривает нервничающую Дилию отправиться домой, сообщая, что сам уходит на встречу со старым другом, который только что приехал в город. После ухода Майкла Джеймисон проговаривается Дилии, что тот отправился на встречу с Горликом, с которым не раз пересекался по старым делам.
По прибытии в гостиницу Майкл звонит Горлику, а приехавшая следом Дилия следит за ним. Горлик дружески приветствует Майкла в своём номере, весело вспоминая их последние встречи в Париже и Будапеште, во время которых Майкл не дал Горлику провернуть два выгодных нелегальных дела. Майкл показывает Эмилю заколку, которую тот тут же покупает за пять тысяч долларов. Затем они решают вместе пойти на вечеринку, организованную Бинни и Джимом. Эмиль говорит, что они его пригласили, однако он ранее их никогда не видел. Услышав это, Майкл связывает Эмиля, забирает его монокль и свою заколку, возвращая деньги. В холле гостиницы Дилия ловит Майкла, обвиняя его в том, что они с Горликом старые друзья. Майкл отвечает, что сейчас под видом Горлика он направляется на встречу с Бинни и Джимом, а самого Горлика он связал и оставил в номере. Дилия подходит к номеру Горлика, через замочную скважину убеждаясь, что тот действительно сидит связанным на стуле. Заметив эту сцену в коридоре, гостиничный детектив задерживает Дилию, подозревая её в том, что она воровка. Открыв дверь своим ключом, детектив развязывает Горлика, который заявляет, что его ограбили. Детектив ведёт Дилию к управляющему гостиницей. После того, как управляющий дружески приветствует Дилию как дочь знакомого банкира, Горлик вдруг заявляет, что просто пошутил, и никто его не грабил. Дилия быстро удаляется, однако Горлик успевает сесть в её такси, где угрожает ей пистолетом.
На вечеринке Бинни встречает Майкла, выдающего себя за Горлика, и знакомит его с Джимом. Бинни проводит Майкла в зал и представляет его собравшимся гостям, среди которых преобладают симпатичные девушки. Джим приглашает Горлика обсудить дела. Внимательно изучив ожерелье, Майкл соглашается купить его. В этот момент в дом врываются Горлик и Дилия. Горлик требует немедленно позвать Джима, который выбегает ему на встречу. После этого они направляются в кабинет, но там уже никого нет. Вскоре Майкл появляется дома, где его ожидает Стэнли, и Майкл отдаёт ему ожерелье, добавляя, что он должен также раскрыть убийство Филлипа Джордона. По просьбе Майкла, Стэнли передаёт ему поддельное ожерелье. На улице Стэнли встречает Ральфа, который, по его словам, ищет Дилию. Стэнли говорит ему, что больше не надо беспокоиться об ожерелье, этот вопрос закрыт.
Тем временем Джим, Бинни и Горлик допрашивают Дилию, требуя сказать, куда Майкл унёс ожерелье, на что она отвечает, что вообще с ним не знакома. Джим звонит Майклу домой, поздравляя его с хорошей работой, а затем говорит, что Дилия находится у него. Услышав в трубку голос Дилии, Майкл обещает немедленно приехать, и Джим просит не забыть взять с собой ожерелье. Горлик отказывается участвовать в этом деле и уходит. Взяв с собой фальшивое ожерелье, Майкл приезжает к Джиму, где тот наводит на него пистолет. Майкл отдаёт ему ожерелье, после чего Джим отпускает его и Дилию. В такси Майкл сообщает Дилии, что настоящее ожерелье он отдал Стэнли. Они приезжают к Стэнли, где обнаруживают, что тот убит.
Майкл просит Дилию остаться в квартире, а сам собирается продолжить расследование. Он понимает, что в этом деле участвует кто-то ещё помимо Бинни и Джима, поскольку они не могли убить Стэнли, так всё это время были в компании Дилии. Теперь настоящее ожерелье у этих людей, и Майкл отправляется на их розыск, поручая Дилии вызвать полицию и рассказать им всё, что произошло. Майкл с пистолетом в руке появляется в квартире Бинни и Джима в тот момент, когда они судорожно пакуют чемоданы. Он сообщает им, что ожерелье поддельное, и отбирает его. Затем он запирает их в кладовке, говоря, что ему надо заняться серьёзными вещами, и они будут мешаться у него на пути. А уж затем он вернётся, чтобы разобраться с автоаварией, в которой погиб Филлип Джордан. Тем временем полиция осматривает место убийства Стэнли. Дилия подтверждает детективу Конрою (Дон Беддоу), что Майкл, по его словам, отдал ожерелье Стэнли примерно час назад. Несмотря на возражения Дилии, Конрой и его помощник Диккенс (Фред Келси) продолжают считать Майкла главным подозреваемым. Детективы приезжают домой к Бинни и Джиму, обнаруживая их запертыми в кладовке. Конрой арестовывает их по подозрению в ограблении и убийстве.
Майкл звонит в бар знакомому бармену Питу (Мюррей Алпер), которого просит распустить среди своих криминальных клиентов слух о том, что тот, кто убил Стэнли и украл дорогое жемчужное ожерелье, заполучил фальшивку. Подлинное же ожерелье украл Одинокий волк, подменив его подделкой. В настоящий момент оно уже возвращено Дилии. Тем временем, довольные проведённой операцией, бандиты рассматривают добытое ожерелье. Ральф же удручён тем, что оказался втянутым в убийство, что не было предусмотрено их договорённостью. Возвращается Альбертс, заявляя, что ожерелье фальшивое, и об этом уже говорит весь город. Бандиты втроём снова направляются к Дилии, намереваясь подменить фальшивое ожерелье на подлинное. Они проходят в её дом, и Ральф представляет их девушке как своих друзей.
Тем временем Майкл просит Джеймисона отвлечь на себя слежку, которую установила за ним полиция, а в назначенный час приехать с полицейским хвостом в определённое место. Затем Майкл незаметно подбирается к дому Дилии и аккуратно вскрывает дверь. Он достаёт пистолет и подслушивает разговор в соседней комнате, где Ральф уговаривает Дилию отдать ожерелье, обещая, что тогда она не пострадает. Она заявляет, что у неё нет ожерелья, а затем обвиняет бандитов в убийстве Стэнли. Когда бандиты собираются применить к Дилии силу, Майкл демонстративно хлопает дверью, и они бегут на звук. Когда они врываются в соседнюю комнату, Майкл выбивает у них пистолет, заявляя, что пришёл вернуть ожерелье Дилии. Однако, увидев, что здесь происходит, Майкл говорит, что в целях предосторожности оставит пока ожерелье у себя, после чего уходит из дома. Бандиты хватают оружие и бегут вслед за Майклом. Взяв с собой Дилию, они бросаются в автомобильную погоню за Майклом, который выбрасывает свой пистолет. Точно в назначенное время Джеймисон заезжает на подземную парковку, где полиция задерживает его, а следом и заехавшего Майкла. Полиция обыскивает Майкла, обнаруживая у него ожерелье. Конрой говорит, что этого будет достаточно, чтобы осудить его. Майкл же предлагает детективам обратить внимание на мужчин, заезжающих на машине следом. Он говорит, что у них подлинное ожерелье, а они сейчас держат в руках поддельное. В своей машине они удерживают также Дилию. Бандиты выходят из машины, но, заметив, полицейских пытаются бежать, однако их задерживают. Дилия указывает, которое из двух ожерелий подлинное.
Позже во время речной прогулки Майкл объясняет Дилии, что не стал отбирать ожерелье у бандитов у неё в доме, а устроил эту сложную комбинацию, чтобы полиция поверила в его невиновность. Они должны были обнаружить настоящее ожерелье у настоящих преступников. Затем Майкл приглашает её к себе в гости, чтобы показать своих рыбок.

## В ролях
- Уоррен Уильям — Майкл Лэнъярд, он же Одинокий волк
- Джоан Перри — Дилиа Джордан
- Эрик Блор — Джеймисон
- Алан Бакстер — Джим Райдер
- Астрид Эллвин — Бинни Уелдон
- Монтегю Лав — Эмил Горлик
- Роберт Уилкокс — Ральф Болтон
- Дон Беддоу — Конрой
- Фред Келси — Диккенс
- Эддисон Ричардс — Стэнли Янг
- Рой Гордон — Филлип Джордан
- Харланд Такер — Альбертс
- Джордж Линн — Дорган

## Создатели фильма и исполнители главных ролей
Как написал киновед Фрэнк Миллер, автор истории этого фильма, признанный сценарист Далтон Трамбо сразу после этой картины «сделал крупный хит с мелодрамой „Китти Фойл“ (1940)», которая принесла Джинджер Роджерс премию «Оскар», а самому Трамбо — его первую номинацию на «Оскар». Это ознаменовало его переход в ряды ведущих сценаристов Голливуда, и такое положение он будет занимать до тех пор, пока его отказ давать показания перед Комитетом Палаты представителей по антиамериканской деятельности не приведёт к внесению его имени в 1950 году в чёрный список и к 11-месячному тюремному заключению как члена Голливудской десятки. Несмотря на отстранение от работы в Голливуде, которое фактически продолжалось до 1960 года, Трамбо продолжил писать под псевдонимом, завоевав, в частности, «Оскары» за сценарии фильмов «Римские каникулы» (1953) и «Храбрец» (1957).
Как отмечает историк кино Клифф Алиперти, этот фильм стал первым из четырёх совместных работ режиссёра Сидни Сэлкоу и актёра Уоррена Уильяма, за которой последовали картины «Одинокий волк встречает леди» (1940), «Одинокий волк приходит на свидание» (1940) и «Одинокий волк идёт на риск» (1941). Помимо постановки трёх указанных фильмов, Сэлкоу выступил в них также как автор сценария. По словам Алиперти, «как было отмечено в некрологе Сэлкоу, больше всего она запомнился по работе над циклом об Одиноком волке». Миллер, «ветеран Голливуда с фильмами почти во всех жанрах, Сэлкоу закончил свою карьеру малобюджетными фильмами, среди которых выделяются картины с Винсентом Прайсом „Три страшных рассказа“ (1963) и „Последний человек на земле“ (1964), а также работой на телевидении».
Как пишет Миллер, опытный бродвейский актёр Уоррен Уильям с появлением звуковых фильмов приехал в Голливуд, где быстро завоевал место на студии Warner Bros., специализируясь на «лицемерных, часто злодейских бизнесменах и светских львах. Его аристократический профиль и сценическая дикция делали его идеальным злодеем для зрителей времен начала Великой депрессии. Но когда в 1932 году президентом страны стал Франклин Рузвельт, подобный типаж быстро устарел». Как отмечает киновед, в 1930-е годы его спасали «многосерийные киноциклы, в которых Уильям дважды сыграл щеголеватого сыщика Фило Вэнса и четыре раза адвоката Перри Мейсона, хотя это были и не самые престижные постановки». В итоге в 1939 году Уильям перешёл на студию Columbia Pictures для исполнения роли Одинокого волка. 
По словам Алиперти, когда в конце 1930-х годов карьера Уильяма на студии Metro-Goldwyn-Mayer пошла вниз, актёр «кажется, наконец-то вернулся на правильный путь». Как написал Джон Стэнджеланд в биографии актёра, Уильям заключил неэксклюзивный контракт с Columbia на съемки двух фильмов цикла «Одинокий волк», который давал ему свободу работать над любыми внештатными проектами, которые ему понравятся в промежутках. По словам Стэнджеланда, «это было очень удачное соглашение для Уоррена… Он мог работать, когда хотел, над теми фильмами, которые хотел, и быть вершителем своей собственной судьбы». Это второй из девяти фильмов, в которых Уоррен Уильям сыграл бывшего похитителя драгоценностей Майкла Лэнъярда. Актёр продолжит играть главную роль в цикле об Одиноком волке вплоть до 1943 года, после чего до конца своей карьеры в 1947 году сыграет лишь в трёх малобюджетных фильмах.
По словам Миллера, «одной из самых интересных карьер, связанных с этим фильмом, была карьера исполнительницы главной женской роли Джоан Перри». Как отмечает Алиперти, Перри, которая в этом фильме получает много экранного времени и крупных планов в роли Дилии Джордан, впоследствии больше всего стала известна как жена генерального продюсера студии Columbia Гарри Кона. В начале 1930-х годов Кон заметил Перри, когда она работала моделью в Нью-Йорке, и в 1935 году привез её в Голливуд. Она проработала на студии Columbia до 1941 года, после чего вышла за Кона замуж и завершила актёрскую карьеру. Как пишет Алиперти, «интересно отметить, что Рита Хейворт, которая появилась в фильме „Одинокий волк: Шпионская охота“ (1939), подписала контракт с Columbia одновременно с Перри». Как говорилось в некрологе Перри, опубликованном в 1996 году в газете «Лос-Анджелес Таймс», Кон пророчески сказал ей в то время: «Хейворт станет звездой, а ты будешь моей женой». По словам Миллера, «как Джоан Кон, она быстро стала одной из самых влиятельных хостес в Голливуде». Алиперти далее пишет, что «несмотря на ужасную репутацию Кона среди „старлеток“, брак Джоан с Коном сохранился вплоть до его смерти в 1958 году, после чего она унаследовала половину его состояния стоимостью от 4 до 5 миллионов долларов, включая 38 % акций студии Columbia. После смерти Кона поговаривали о том, что Перри попытается взять власть в свои руки, чтобы самой возглавить Columbia, но эта идея, похоже, провалилась».
Для усиления комедийного эффекта в киноцикле, начиная с этого фильма, студия пригласила на роль Уильяма Джеймисона, камердинера Одинокого волка, актёра Эрика Блора. Блор к этому времени уже «завоевал репутацию похитителя сцен исполнением комических эпизодов в некоторых из лучших мюзиклов Фреда Астера и Джинджер Роджерс, включая „Цилиндр“ (1935) и „Потанцуем?“ (1937), где он обычно играл эксцентричных британских слуг». Блор продолжал сниматься в цикле об Одиноком волке до конца работы в нём Уильяма, параллельно сыграв в таких значимых фильмах Престона Стерджеса, как «Леди Ева» и «Странствия Салливана» (оба — 1941). После того, как Уильяма в роли Одинокого волка в трёх фильмах 1946—1947 годов сменил Джеральд Мор, Блор продолжил играть роль Джеймисона в этих фильмах.

## История создания фильма
Американский криминальный писатель Луис Джозеф Вэнс (англ.  Louis Joseph Vance), по словам киноведа Фрэнка Миллера, «впервые представил Одинокого волка Майкла Лэнъярда как преступника с золотым сердцем» в своем романе 1914 года «Одинокий волк». В 1917 году вышел первый фильм об Одиноком волке, роль которого сыграл Берт Лайтелл. К тому времени, когда появились звуковые фильмы, Вэнс написал ещё четыре романа об Одиноком волке (всего их будет восемь). Кинематографические приключения персонажа продолжились в 1919 году, когда Генри Б. Уолтхолл сыграл главную роль в фильме «Фальшивые лица». После этого вплоть до 1927 года вышло ещё четыре немых фильма, а с 1929 по 1938 год — пять звуковых фильмов. В звуковых фильмах Одинокого волка играли Лайтелл (дважды), Томас Мейган, Мелвин Дуглас и Фрэнсис Ледерер, а в 1939 году «Уильям сделал эту роль своей».
По словам Алиперти, по сравнению с первым фильмом «Одинокий волк: Шпионская охота» (1939) в составе персонажей и актёров произошли заметные изменения. «Ушли в прошлое слишком психованная Айда Лупино в роли невесты Лэнъярда, а также властная Вирджиния Уайдлер в роли его дочери». Вместо Лупино появилась Джоан Перри, создавшая более мягкий образ, а «дочь Лэнъярда была вычеркнута из истории навсегда». Леонарда Кэри в роли слуги сменил «замечательный актёр Эрик Блор», который представляет собой «сплошную энергию плюс выпученные глаза и сарказм». Тома Дугана, сыгравшего в первом фильм помощника инспектора, сменил «один из самых занятых актеров, Фред Келси, в его первой роли детектива Диккенса». Инспектора же, которого теперь зовут не Конрой, а Томас, по-прежнему играет Беддоу, но его в следующем фильме сменит Торстон Холл.
Фильм находился в производстве с 15 ноября по 9 декабря 1939 года и вышел в прокат 26 января 1940 года.

## Оценка фильма критикой
Как отметил историк кино Фрэнк Миллер, этот фильм стал «редким случаем среди малобюджетных детективных сериалов Голливуда, когда малобюджетный триллер получил хорошие отзывы критиков и часто оказывался более популярным на сдвоенных кинопросмотрах по сравнению с высокобюджетными фильмами». После его выхода на экраны критик «Нью-Йорк Таймс» похвалил эту «самую изящную картину о хулиганах и грабителях с бог знает каких времен», которая обладает «техническим богатством, сравнимым с фугой Баха».